# Wskaźnik ogólnego zadłużenia
Wskaźnik ogólnego zadłużenia (ang. debt ratio, DR) – wskaźnik finansowy mierzący stosunek kapitałów obcych (zobowiązania ogółem i rezerwy na zobowiązania) do aktywów ogółem.
{\displaystyle {\text{DR}}={\frac {\text{kapitał obcy}}{\text{aktywa ogółem}}}}
Wskaźnik ogólnego zadłużenia jest najbardziej ogólnym obrazem struktury finansowania aktywów przedsiębiorstwa. Im większa jest wartość tego wskaźnika tym wyższe ryzyko ponosi kredytodawca. Stąd często przyjmuje się, że jego wartość powyżej 0,67 wskazuje na nadmierne ryzyko kredytowe. Niski poziom wskaźnika świadczy o samodzielności finansowej przedsiębiorstwa. Jednocześnie nie pozwala w pełni wykorzystać dźwigni finansowej.
Przyjęty punkt odniesienia (norma) nie oznacza optymalnej struktury finansowania. Jest ona zależna m.in. od kosztu pozyskania kapitału, a także od generowanej stopy zwrotu (rentowności ekonomicznej, wskaźnika rentowności aktywów (ROA)) przez przedsiębiorstwo.